# Thomas Myhre
Thomas Myhre (Sarpsborg, 19 de enero de 1973) es un exfutbolista noruego que se desempeñaba como portero. Su último club fue el KIL Toppfotball de Noruega. Fue internacional con Noruega en 56 ocasiones.

## Clubes
| Club               | País       | Año         |
| ------------------ | ---------- | ----------- |
| Viking FK          | Noruega    | 1993 - 1997 |
| Everton FC         | Inglaterra | 1997 - 1999 |
| Rangers FC         | Escocia    | 1999        |
| Birmingham City FC | Inglaterra | 1999 - 2000 |
| Tranmere Rovers FC | Inglaterra | 2000        |
| Everton FC         | Inglaterra | 2000 - 2001 |
| FC Copenhague      | Dinamarca  | 2001        |
| Beşiktaş JK        | Turquía    | 2001 - 2002 |
| Sunderland AFC     | Inglaterra | 2002 - 2003 |
| Crystal Palace FC  | Inglaterra | 2003 - 2004 |
| Sunderland AFC     | Inglaterra | 2004 - 2005 |
| Fredrikstad FK     | Noruega    | 2005        |
| Charlton Athletic  | Inglaterra | 2005 - 2007 |
| Viking FK          | Noruega    | 2007 - 2010 |
| KIL Toppfotball    | Noruega    | 2010        |

- Datos: Q353623
- Multimedia: Thomas Myhre / Q353623